# Kierpajny Małe
Kierpajny Małe – mała osada w Polsce położona w województwie warmińsko-mazurskim, w powiecie braniewskim, w gminie Pieniężno. Wieś wchodzi w skład sołectwa Kierpajny Wielkie.
W latach 1975–1998 miejscowość administracyjnie należała do województwa elbląskiego. Osada znajduje się w historycznym regionie Warmia.